# Skoky do vody na mistrovství Evropy v plaveckých sportech 2000
Závody v skocích do vody na mistrovství Evropy v plaveckých sportech za rok 2000 proběhly v Helsinkách, Finsko ve dnech 28. června až 9. července 2000.

## Česká stopa
Česko reprezentoval naturalizovaný Ukrajinec Jaroslav Makohin (*1976) z pardubického klubu SCPAP. V skocích z 1 m prkna nepostoupil z kvalifikace a z 18 závodníků obsadil 10. místo. V skocích z 3 m prkna obsadil ve finále 8. místo z 28 startujících. Šéftrenérkou reprezentace byla Marie Čermáková.

## Výsledky

### Individuální disciplíny
| Muži              | Zlato                       | Zlato  | Stříbro                | Stříbro | Bronz                     | Bronz  |
| ----------------- | --------------------------- | ------ | ---------------------- | ------- | ------------------------- | ------ |
| Skoky z 1 m prkna | Alexander Mesch (GER)       | 370,53 | Dmitrij Bajbakov (RUS) | 363,00  | Joona Puhakka (FIN)       | 347,16 |
| Skoky z 3 m prkna | Dmitrij Sautin (RUS)        | 681,48 | Stefan Ahrens (GER)    | 641,94  | Alexandr Dobroskok (RUS)  | 634,59 |
| Skoky z 10 m věže | Dmitrij Sautin (RUS)        | 710,07 | Heiko Meyer (GER)      | 635,97  | Igor Lukašin (RUS)        | 634,98 |
| Ženy              | Zlato                       | Zlato  | Stříbro                | Stříbro | Bronz                     | Bronz  |
| Skoky z 1 m prkna | Vera Iljinová (RUS)         | 275,28 | Heike Fischerová (GER) | 256,83  | Natalija Umyskovová (RUS) | 252,00 |
| Skoky z 3 m prkna | Julija Pachalinová (RUS)    | 578,37 | Dörte Lindnerová (GER) | 528,72  | Anna Lindbergová (SWE)    | 523,77 |
| Skoky z 10 m věže | Svetlana Timošininová (RUS) | 482,34 | Ute Wetzigová (GER)    | 476,73  | Olena Župinová (UKR)      | 475,86 |

### Týmové disciplíny
| Muži                                     | Zlato                                             | Zlato  | Stříbro                                                 | Stříbro | Bronz                                                    | Bronz  |
| ---------------------------------------- | ------------------------------------------------- | ------ | ------------------------------------------------------- | ------- | -------------------------------------------------------- | ------ |
| Synchronizované skoky dvojic z 3 m prkna | Německo (GER) (Tobias Schellenberg, Andreas Wels) | 331,98 | Rusko (RUS) (Alexandr Dobroskok, Dmitrij Sautin)        | 328,56  | Španělsko (ESP) (Rafael Álvarez, José Miguel Gil)        | 293,46 |
| Synchronizované skoky dvojic z 10 m věže | Rusko (RUS) (Igor Lukašin, Dmitrij Sautin)        | 323,46 | Ukrajina (UKR) (Oleksandr Skrypnyk, Roman Volodkov)     | 292,74  | Spojené království (GBR) (Leon Taylor, Peter Waterfield) | 280,20 |
| Ženy                                     | Zlato                                             | Zlato  | Stříbro                                                 | Stříbro | Bronz                                                    | Bronz  |
| Synchronizované skoky dvojic z 3 m prkna | Rusko (RUS) (Vera Iljinová, Julija Pachalinová)   | 312,00 | Německo (GER) (Dörte Lindnerová, Conny Schmalfußová)    | 272,52  | Ukrajina (UKR) (Hanna Sorokinová, Olena Župinová)        | 263,88 |
| Synchronizované skoky dvojic z 10 m věže | Německo (GER) (Anke Piperová, Ute Wetzigová)      | 268,05 | Rusko (RUS) (Jevgenija Olševská, Svetlana Timošininová) | 265,20  | Ukrajina (UKR) (Olha Leonovová, Olena Župinová)          | 246,54 |

## Medailová bilance
Ve skocích do vody se rozdělilo celkem 10 sad medailí.
| Pořadí | Stát                     |       | Muži    | Muži  | Muži  |         | Ženy  | Ženy  | Ženy    |       | Muži + Ženy | Muži + Ženy | Muži + Ženy | Celkem |
| Pořadí | Stát                     | Zlato | Stříbro | Bronz | Zlato | Stříbro | Bronz | Zlato | Stříbro | Bronz |             |             |             | Celkem |
| ------ | ------------------------ | ----- | ------- | ----- | ----- | ------- | ----- | ----- | ------- | ----- | ----------- | ----------- | ----------- | ------ |
| 1.     | Rusko (RUS)              |       | 3       | 2     | 2     |         | 4     | 1     | 1       |       | 7           | 3           | 3           | 13     |
| 2.     | Německo (GER)            |       | 2       | 2     | 0     |         | 1     | 4     | 0       |       | 3           | 6           | 0           | 9      |
| 3.     | Ukrajina (UKR)           |       | 0       | 1     | 0     |         | 0     | 0     | 3       |       | 0           | 1           | 3           | 4      |
| 4.     | Španělsko (ESP)          |       | 0       | 0     | 1     |         | 0     | 0     | 0       |       | 0           | 0           | 1           | 1      |
| 4.     | Finsko (FIN)             |       | 0       | 0     | 0     |         | 0     | 0     | 1       |       | 0           | 0           | 1           | 1      |
| 4.     | Spojené království (GBR) |       | 0       | 0     | 1     |         | 0     | 0     | 0       |       | 0           | 0           | 1           | 1      |
| 4.     | Švédsko (SWE)            |       | 0       | 0     | 0     |         | 0     | 0     | 1       |       | 0           | 0           | 1           | 1      |
| Celkem | Celkem                   |       | 5       | 5     | 5     |         | 5     | 5     | 5       |       | 10          | 10          | 10          | 30     |